# NPZ

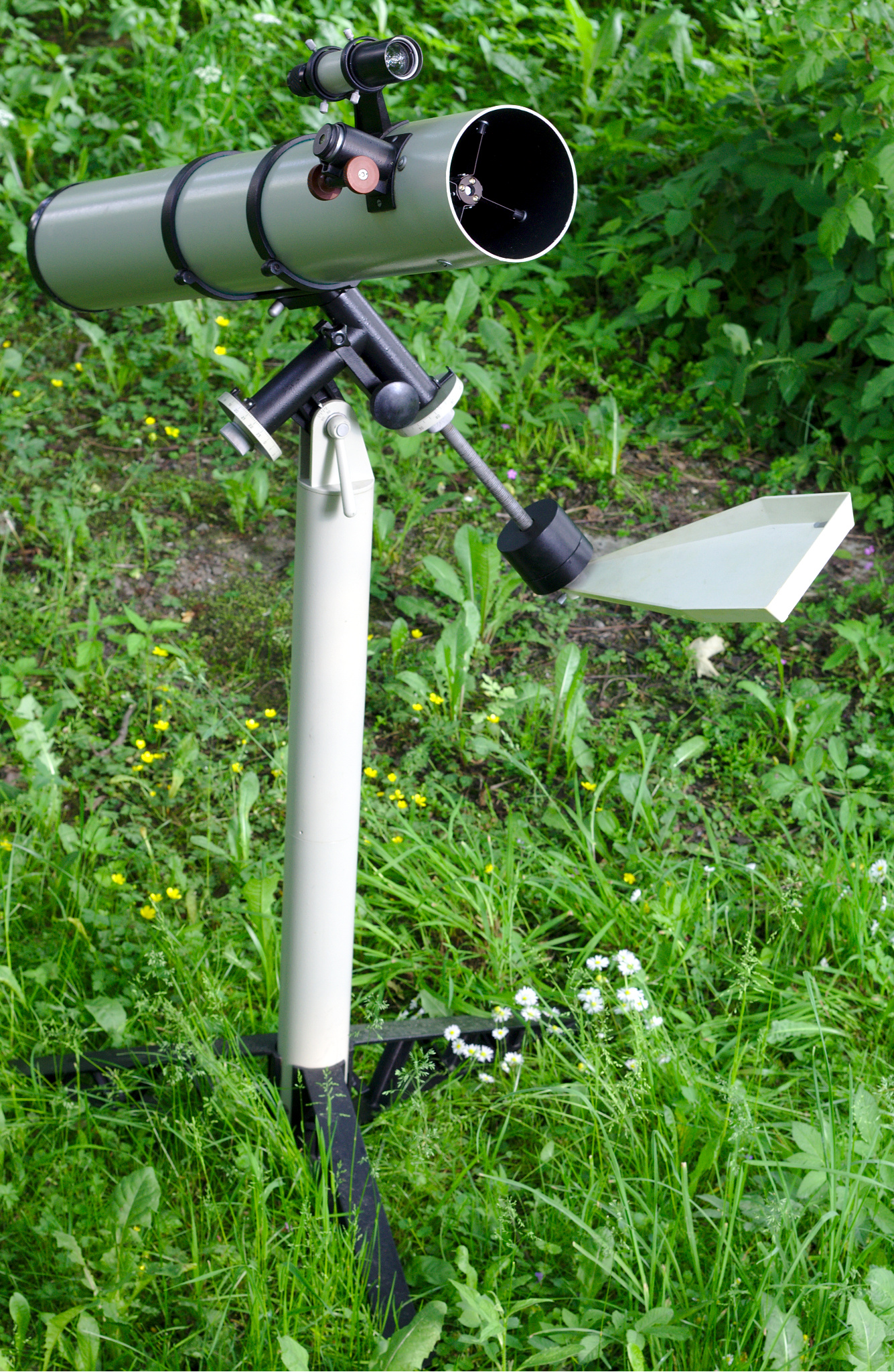
Teleskop systemu Newtona TAL 1 Mizar

NPZ (ros. Открытое Акционерное Общество «Производственное объединение „Новосибирский приборостроительный завод“») – rosyjskie przedsiębiorstwo zajmujące się produkcją optyki. Producent noktowizorów, celowników oraz amatorskich teleskopów astronomicznych TAL. Firma ma swoją siedzibę w Nowosybirsku.
Mimo zdominowania rynku amatorskiego sprzętu astronomicznego przez marki zachodnie oraz znacznie tańsze chińskie, NPZ jest stosunkowo dobrze znana zarówno w Polsce, jak i Europie Zachodniej.
Firma została założona w 1905 roku w Rydze. Jest ceniona za bardzo dobrą jakość optyki i przystępne ceny swych produktów. Najbardziej znane instrumenty optyczne tej marki to teleskopy:
- TAL Alkor – teleskop Newtona (o średnicy zwierciadła 65 mm i ogniskowej 502 mm)
- TAL-1 Mizar – teleskop Newtona (110/806 mm)
- TAL-150P – teleskop Newtona (150/750 mm)
- TAL-2 – teleskop Newtona (150/1200 mm)
- TAL-150K – teleskop Klewcowa-Cassegraina (150/1550 mm)
- TAL-200K – teleskop Klewcowa-Cassegraina (200/2000 mm)
- TAL-250K – teleskop Klewcowa-Cassegraina (250/2130 mm)
- TAL-100R – refraktor (100/1000 mm)
- TAL-125R – refraktor (125/1124 mm)
- TAL-125-5APO – refraktor apochromatyczny (125/940 mm)
- TAL-150APO – refraktor apochromatyczny (150/950 mm)
- TAL-200A – refraktor apochromatyczny (200/1800 mm)

Jednymi ze sztandarowych produktów firmy są modele TAL 200K oraz 250K. Jest to dość oryginalna konstrukcja określana mianem zmodyfikowanego Maksutowa, cechująca się dobrymi właściwościami optycznymi.